# Gruaro
Gruaro (friülès Gruâr) és un municipi italià, dins de la ciutat metropolitana de Venècia, però que històricament forma part del Friül. L'any 2007 tenia 2.734 habitants. Limita amb els municipis de Cinto Caomaggiore, Cordovado (PN), Portogruaro, Sesto al Reghena (PN) i Teglio Veneto.

## Administració
| Període | Identitat          | Partit      |
| ------- | ------------------ | ----------- |
| 2007-   | Stefano Bortolussi | Centredreta |